# Mikołaj Sienicki
Mikołaj Sienicki herbu Bończa (ur. ok. 1520, zm. 14 października 1581 roku) – polityk ruchu (obozu) egzekucyjnego, podkomorzy chełmski, wielokrotny marszałek sejmu, w którym zasłynął jako znamienity mówca, polityk i działacz sejmowy.
Był jedną z głównych postaci życia sejmowego tego okresu. Związany z polskim protestantyzmem (kalwinizmem i  braćmi polskimi). Przyczynił się do zwołania i uchwalenia konfederacji warszawskiej.

## Kariera polityczna
Mikołaj urodził się ok. 1520-1521 z małżeństwa Stanisława Sienickiego z Barbarą Boryszewską. Studiował na Akademii Krakowskiej w latach 1535–1537. Po skończeniu nauki, zapewne wraz z ojcem, zaczął brać udział w życiu politycznym ziemi chełmskiej. Bywał legatem królewskim na sejmiki chełmskie.
Po śmierci ojca był już aktywnym i wytrawnym politykiem, mającym duży talent oratorski. Stał się jedną z głównych postaci życia sejmowego tego okresu. W 1550 roku sejmik chełmski wybrał go na posła na sejm i na tym też sejmie Mikołaj wygłosił słynną mowę w imieniu sejmu do senatorów zarzucając im, że król sam musi decydować o państwie nie mając od nich pomocy. Młody poseł (ok. 30 lat) robiący wyrzuty senatorom musiał być niezwykle śmiały, mieć autorytet u szlachty i talent oratorski. Był znakomitym oratorem, a słynne mowy sejmowe zyskały mu miano „Demostenesa polskiego”.

### Poseł Sejmu walnego
W ciągu kolejnych 30 lat Mikołaj brał aktywny udział w życiu politycznym kraju, uczestniczył w 22 z 25 sejmów z lat 1550–1583. Wiele razy wybierano go do przedstawiania królowi i senatorom postulatów izby poselskiej, której był wielokrotnym marszałkiem (1550, 1553, 1555, 1556, 1556/1557, 1558/1559, 1563/1564, 1564, 1565, 1575). Mikołaj Sienicki aż 9 razy był marszałkiem izby poselskiej, nikt przed nim ani po nim w czasach I RP nie był obdarzony takim zaufaniem przez sejm. Był też znawcą prawa parlamentarnego, a gdy trzeba było, spierał się z królem i senatorami o prerogatywy sejmu. W 1569 był też sędzią sejmowym.
Mikołaj Sienicki szybko (ok. 1553) stał się jednym z przedstawicieli i czołowych przywódców antymagnackiego reformatorskiego ruchu średniej szlachty (ruchu egzekucyjnego). Zwalczał rozdawnictwo dóbr królewskich i dzierżawienie tych dóbr. Wraz z innymi członkami ruchu egzekucyjnego dążył do zwrotu dóbr królewskich znajdujących się w rękach prywatnych. Ponieważ nie wiedziano dokładnie, jakie są to dobra, należało najpierw przeprowadzić ogólną lustrację dóbr. Spotkało się to z oporem króla i możnowładców. Reprezentujący średnią szlachtę członkowie ruchu egzekucyjnego z Sienickim na czele zagrozili niepłaceniem podatków, a później również składaniem listów, w których zrzekano się władztwa nad dobrami. Wobec oporu króla te działania nie przyniosły rezultatów.
Był zwolennikiem reformy instytucji Rzeczypospolitej. Krytykował bezczynność i niemoc organów państwowych (starostów, wojewodów, sądów). Pisał, że „[w] Polszcze wojewoda nie wojewodą, starosta nie starostą, z powinności swej nie czynią dość. Za czym nierząd, swawola i upadek nadchodzi”, a możni traktują urzędy państwowe jak synekury, a nie wymagającą pełnego poświęcenia służbę. . Wskazywał na konieczność powołania nowych urzędów (instygatorów), w których kompetencjach leżałoby stosowanie i egzekwowanie prawa. Doprowadził do powstania w roku 1578 niezależnego sądu najwyższego w formie Trybunału Koronnego. Sienicki bronił też przepisów o niepołączalności urzędów oraz zaprowadzenia porządku w urzędzie starosty.
Na sejmie lubelskim 1569 roku był gorącym zwolennikiem unii Polski z Litwą. Jako przedstawiciel Korony Królestwa Polskiego podpisał akt unii lubelskiej 1569 roku.

### Wolna elekcja
Sienicki jako przedstawiciel ruchu egzekucyjnego był przeciwnikiem obozu magnackiego. Sprzeciwiał się planom wyboru Habsburga. Na podstawie dostępnych źródeł nie można stwierdzić, kogo popierał podczas pierwszej wolnej elekcji. Po ucieczce Henryka Walezego nakłaniał szlachtę do poparcia „Piasta” (potoczne określenie kandydatów wywodzących się z Rzeczypospolitej). Był inicjatorem elekcji Anny Jagiellonki i Stefana Batorego. Wobec rozdwojenia elekcji zorganizował pieniądze na sprowadzenie Batorego do Polski i doprowadził do jego koronacji.
Po śmierci Zygmunta Augusta był współtwórcą artykułów henrykowskich i projektu utworzenia Trybunału Koronnego. Jako członek wspólnoty braci polskich domagał się zwołania soboru narodowego pod przewodnictwem monarchy i uczestniczył w przygotowaniu różnowierczej konfederacji warszawskiej. Współpracując z kanclerzem Janem Zamoyskim był rzecznikiem wzmocnienia państwa przez usprawnienie władzy wykonawczej i wymiaru sprawiedliwości. Na zjeździe w Jędrzejowie w 1576 roku potwierdził wybór Stefana Batorego na króla Polski.

### Inne urzędy
W 1566 otrzymał od Zygmunta Augusta urząd starosty tarnogórskiego. W 1567 został podkomorzym chełmskim. Był sędzią sądów generalnych województwa ruskiego w 1575 roku.

## Działalność religijna
Do roku 1565 należał do zboru kalwińskiego. Potem został zwolennikiem braci polskich. W marcu 1569 wziął udział synodzie w Bełżycach. Był też patronem Akademii Rakowskiej.
Jego krytyka katolicyzmu tylko pobocznie odnosiła się do kwestii doktrynalnych, a przede wszystkim podejmowała problemy związane z działaniem instytucji kościelnych oraz zagrożenia ze strony Kościoła katolickiego dla tolerancji religijnej .
Sienicki krytykował kler katolicki, m.in. za zależność od Rzymu i był zwolennikiem utworzenia kościoła narodowego. Uważał też, że biskupi nie powinni mieć własnej jurysdykcji na ziemiach Rzeczypospolitej, opartej na prawie kościelnym. Nazywał je cudzoziemskim prawem nie obowiązującym Polaków. Za nadużycia i nadmierne przywileje uznawał zarówno pobieranie przez Kościół dziesięciny, jak i mandaty senatorskie dla biskupów.
Sienicki był jednym z inicjatorów konfederacji i głównych zwolenników uchwalenia praw dotyczących tolerancji religijnej. Podczas obrad ostro zaatakował kler, zarzucając mu odwlekanie elekcji i zaprotestował przeciw przywłaszczaniu sobie przez arcybiskupa gnieźnieńskiego tytułu prymasa i interrexa. Protest miał też charakter antymagnacki, gdyż głosił, iż „przodkowania nie przyznajemy księdzu arcybiskupowi ani panom rządów”. Podpisał konfederację warszawską 1573 roku.

## Pisma
Nie pozostawił po sobie żadnego traktatu, a swoje poglądy wyrażał w mowach sejmowych i pismach okolicznościowych. Wyrażały one stanowiska środowiska ruchu egzekucji dóbr i polskich protestantów.
- Mikołaj Sienicki, Witanie poselskie Króla Jego Mości na sejmie piotrkowskim w r. 1565, w: Bronisław Nadolski (red.), Wybór mów staropolskich, 1961.

## Upamiętnienie
- Jest patronem ulicy w Krasnymstawie[14]